# Casa al carrer Sant Sebastià, 5-7 (Sant Pere Pescador)
La Casa al carrer Sant Sebastià, 5-7 és una obra de Sant Pere Pescador (Alt Empordà) inclosa a l'Inventari del Patrimoni Arquitectònic de Catalunya.

## Descripció
Situat dins del nucli urbà de la població de Sant Pere, al nord de l'antic recinte fortificat de la vila. Forma cantonada entre els carrers de Sant Sebastià i Fluvià.
Edifici de planta rectangular, amb la coberta a un sol vessant i distribuït en planta baixa i tres pisos, l'últim dels quals només ocupa la part davantera de la cantonada i té un terrat superior. Presenta un altre cos adossat i un jardí a la part sud. Totes les obertures són rectangulars. A la planta baixa, l'accés situat a la cantonada presenta una motllura dentada als extrems superiors. Als pisos centrals hi ha dos balcons exempts, amb les llosanes i baranes semicirculars adaptades a la cantonada de l'edifici, en sentit decreixent. Damunt del finestral de la primera planta hi ha un plafó decorat amb l'any 1927 i les inicials “P R”. La planta superior presenta una finestra balconera i una balustrada al coronament. Les façanes laterals també tenen balcons exempts a la primera planta.
La construcció està arrebossada i pintada de blanc.

## Història
Casa construïda l'any 1927, tal como ho corrobora una placa commemorativa ubicada al cantonada de l'edifici, amb les sigles P Q, amb el que sembla un cor enmig separant-les, i la data mencionada sobre.